# Le Landreau
Le Landreau è un comune francese di 2 883 abitanti situato nel dipartimento della Loira Atlantica nella regione dei Paesi della Loira, nel cuore dei vigneti Nantes.

## Geografia fisica
Le Landreau si trova a 29 km a sud est di Nantes.

## Storia
Nel 1863, sotto Napoleone III, il Loroux-Bottereau è smembrato parte del suo territorio e ha perso circa un terzo della sua popolazione, per la creazione della città di Landreau.

## Società

### Evoluzione demografica
Abitanti censiti